# Ace Books
Ace Books est une maison d'édition américaine spécialisée dans la science-fiction et la fantasy. Fondée en 1952 par A. A. Wyn (en), elle publie à l'origine des romans policiers et des westerns, mais ne tarde pas à se diversifier et commence à publier de la science-fiction dès 1953. Le succès rencontré par ce genre amène la maison d'édition à délaisser policiers et westerns pour se concentrer dessus.
Avec ses premiers livres, Ace popularise un format d'édition particulier, le « dos-à-dos », où deux livres sont reliés ensemble tête-bêche pour ne former qu'un seul volume avec deux couvertures. Ces « Ace Doubles » sont édités jusqu'en 1973 et sont très prisés des collectionneurs.
Durant ses dix premières années d'existence, Ace est avec Ballantine Books le principal éditeur de livres de poche de science-fiction américains. L'entreprise commence à péricliter après la mort de A. A. Wyn en 1967. Ses directeurs de la publication historiques, Donald A. Wollheim et Terry Carr, quittent l'entreprise en 1971 et Grosset & Dunlap rachète Ace l'année suivante. Au gré d'autres fusions-acquisitions, elle devient partie intégrante de Berkley Books, puis une collection au sein de Penguin Group. Son équipe éditoriale est également à la tête de la collection Roc Books, bien que les deux collections conservent des identités distinctes.

## Histoire

### Origines et naissance des Ace Doubles

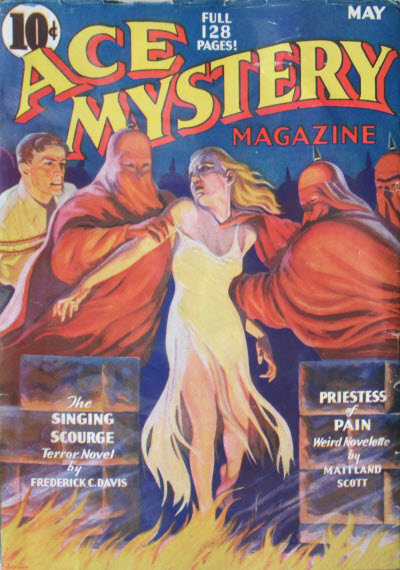
Le numéro de mai 1936 de Ace Mystery Magazine.

En 1952, l'éditeur Donald A. Wollheim, mécontent de son travail chez Avon Books, entre en contact avec A. A. Wyn (en), le directeur de A. A. Wyn's Magazine Publishers (en), une maison d'édition spécialisée dans les pulps. Il veut le convaincre de lancer une nouvelle maison d'édition spécialisée dans les livres de poche (paperbacks). Wyn n'est pas opposé à cette idée, mais il tergiverse pendant quelques mois. Pendant ce temps, Wollheim continue à chercher un autre emploi. En l'apprenant, Wyn prend sa décision et embauche immédiatement Wollheim comme éditeur.
Le premier livre publié par Ace Books se compose de deux romans policiers : Too Hot for Hell de Keith Vining et The Grinning Gismo de Samuel W. Taylor. Il porte le numéro de série D-01 et coûte 35 cents. Ils sont reliés ensemble tête-bêche, de sorte que chacun possède sa propre première de couverture, l'une à 180 degrés par rapport à l'autre. Ce système est souvent considéré à tort comme une invention d'Ace Books. Dans les années qui suivent, Ace publie des centaines de livres assemblés de cette manière, communément appelés « Ace Doubles ». Les livres d'écrivains célèbres sont souvent associés à des livres d'auteurs moins connus pour permettre à ces derniers de toucher un plus grand lectorat. Ce système requiert que les deux livres soient d'une longueur définie, ce qui nécessite parfois de les réviser ou de les abréger, en dépit de la mention « Complete and Unabridged » qui figure sur les couvertures.

### Spécialisation dans la science-fiction

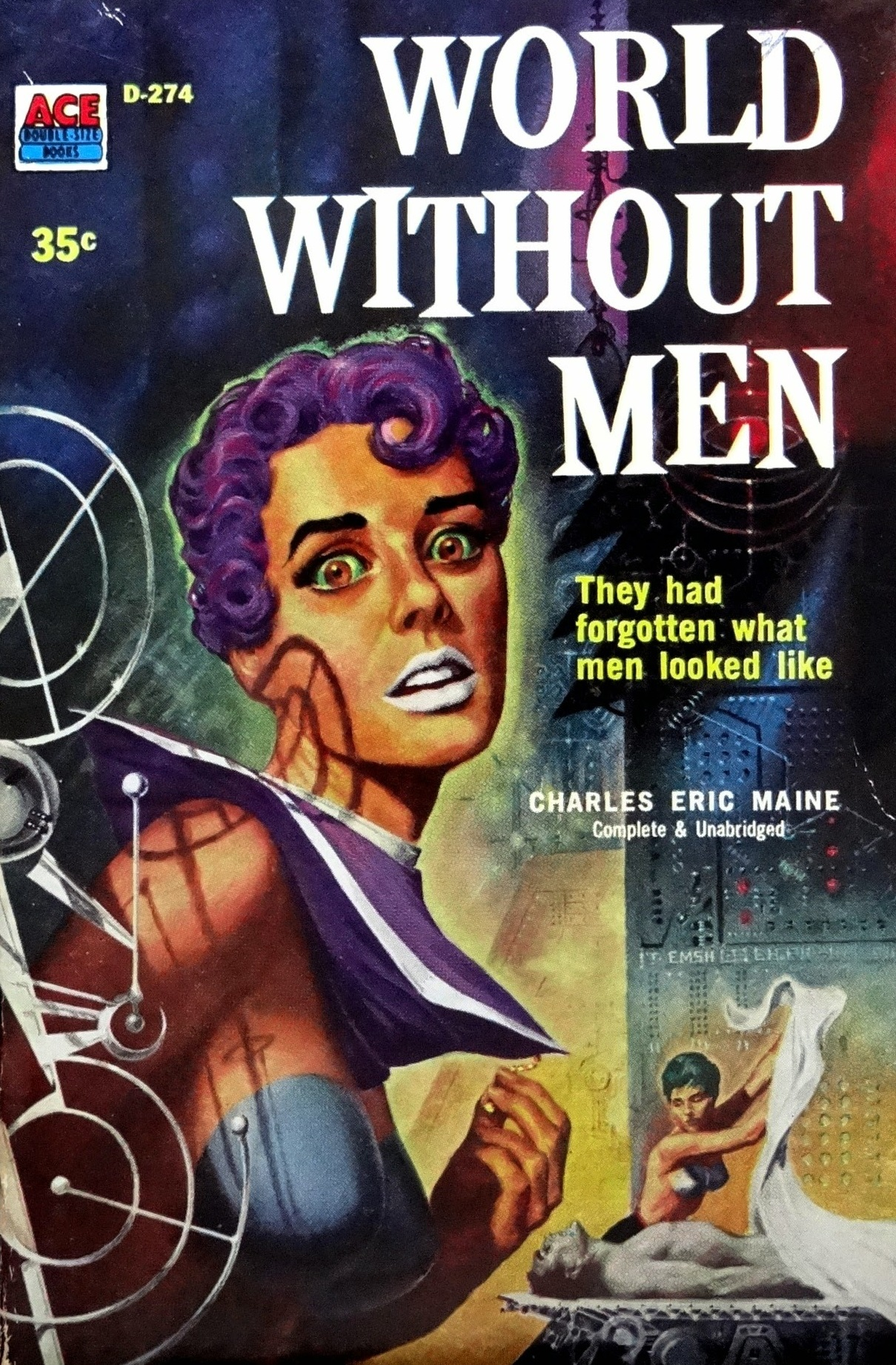
Ace D-274 : World Without Men de Charles Eric Maine (1958).

Le deuxième livre publié par Ace Books se compose de deux westerns : Bad Man's Return de William Colt MacDonald et Bloody Hoofs de J. Edward Leithead. La trentaine de livres qui suit se compose principalement de romans policiers et de westerns, à quelques exceptions près. Ace commence à publier de la science-fiction en 1953, d'abord avec Cry Plague! de Theodore S. Drachman (en), puis avec un duo de romans de A. E. van Vogt, Le Monde des Ā et Créateur d'univers, qui forment le premier Ace Double entièrement consacré à la SF. Ce genre s'impose rapidement aux côtés des romans policiers et des westerns comme l'un des fonds de commerce d'Ace Books. En 1955, la science-fiction dépasse ces deux autres genres en nombre de volumes publiés, et en 1961, elle dépasse les deux combinés. Les années 1950 voient également la publication de plusieurs romans abordant de manière racoleuse le problème de la délinquance juvénile qui sont très recherchés par les collectionneurs.
À la fin de la décennie, Ace publie près d'une centaine de livres par an. Le prix par défaut est toujours de 35 cents, mais certains livres moins volumineux ne coûtent que 25 cents, alors que d'autres en coûtent 50. L'augmentation du coût de production entraîne finalement une augmentation des prix au début des années 1960, avec davantage de livres à 40 ou 45 cents, voire davantage. Certains livres particulièrement volumineux, comme Dune de Frank Herbert, sont vendus à 95 cents. Ace est, avec Ballantine Books, le principal éditeur de science-fiction au format paperback aux États-Unis. D'autres maisons d'édition leur emboîtent le pas pour satisfaire la demande toujours croissante pour ce genre, sans jamais rivaliser avec elles.
La domination d'Ace n'est pas seulement affaire de quantité. Plusieurs écrivains de renom y publient leurs tout premiers romans, parmi lesquels Philip K. Dick avec Loterie solaire (1955), Gordon R. Dickson avec Alien from Arcturus (1956), Samuel R. Delany avec Les Joyaux d'Aptor (1962), Ursula K. Le Guin avec Le Monde de Rocannon (1966), Roger Zelazny avec Toi l'immortel (1966) et R. A. Lafferty avec Le Maître du passé (1968).
L'écrivain de science-fiction Terry Carr rejoint Ace Books en 1964 et lance trois ans plus tard la collection « Ace Science Fiction Specials » qui publie des romans inédits de R. A. Lafferty, Joanna Russ ou Ursula K. Le Guin. Il lance également une collection d'anthologies baptisée Universe et édite avec Donald Wollheim une anthologie annuelle, Year's Best Science Fiction.

### L'affaire duSeigneur des anneauxpirate
En 1967, Wollheim tente de profiter de ce qu'il croit être une faille dans le copyright du Seigneur des anneaux de J. R. R. Tolkien. L'édition américaine grand format, publiée par Houghton Mifflin, est assemblée à partir de pages imprimées au Royaume-Uni pour George Allen & Unwin, l'éditeur britannique du livre, ce qui pourrait impliquer que le texte n'est pas protégé par le droit d'auteur aux États-Unis. Ace publie donc la première édition de poche du Seigneur des anneaux, avec des illustrations de Jack Gaughan (en).
Cette parution à la légalité douteuse suscite une importante controverse. L'éditeur de Tolkien conclut rapidement un accord avec Ballantine Books pour une édition autorisée du livre au format poche, dans laquelle figure un message de Tolkien demandant à ses lecteurs de ne pas acheter d'autre édition du livre, visant sans les nommer Ace Books. Au terme de longues négociations, Ace accepte de verser des royalties à Tolkien et de ne pas lancer de deuxième impression de son édition du Seigneur des anneaux. Dans les années 1990, une décision de justice américaine confirme que l'édition d'Ace constituait une violation du copyright de Tolkien.

### Déclin et rachats
A. A. Wyn meurt en 1967. Sa maison d'édition s'est développée trop vite et ne parvient pas à payer ses auteurs de manière régulière. Sans fonds à avancer pour les bonus à la signature, Wollheim évite d'envoyer des contrats signés aux écrivains. C'est ainsi qu'au moins un livre est envoyé à l'imprimeur sans contrat valide, et Wollheim découvre ultérieurement que son auteur, à qui Ace doit 3 000 dollars, en est réduit à cueillir des fruits pour joindre les deux bouts.
Wollheim et Carr quittent tous les deux Ace Books en 1971. Le premier coopère avec New American Library pour créer une nouvelle maison d'édition, DAW Books, tandis que le second continue à travailler comme directeur de publication en indépendant. Ils se retrouvent à éditer des anthologies concurrentes sous le même titre de Year's Best Science Fiction.
En 1972, Ace Booksest racheté par Grosset & Dunlap, qui est à son tour racheté par G. P. Putnam's Sons dix ans plus tard, en 1982. La rumeur veut que Ace ait alors été la seule branche bénéficiaire de Grosset & Dunlap,. Le nom est dès lors attribué à la collection de science-fiction éditée par sa maison-mère.
Carr revient à Ace en 1983 en tant que directeur de publication indépendant. Il lance une nouvelle série de Ace Specials consacrée aux premiers romans qui rencontre un grand succès. Durant la seule année 1984, il publie Neuromancien de William Gibson, Le Rivage oublié de Kim Stanley Robinson, Les Yeux électriques de Lucius Shepard et Le Baiser du masque de Michael Swanwick, autant de premiers romans d'écrivains devenus par la suite des grands noms de la science-fiction.
Le Putnam Berkley Group est racheté en 1996 par Penguin Group, qui maintient sa collection de science-fiction sous le nom d'Ace Books. La collection de science-fiction de Penguin, Roc Books, partage dès lors le même personnel que Ace, mais les deux restent des entités distinctes. En 2013, Penguin fusionne avec Random House en 2013 pour former Penguin Random House.

## Collections

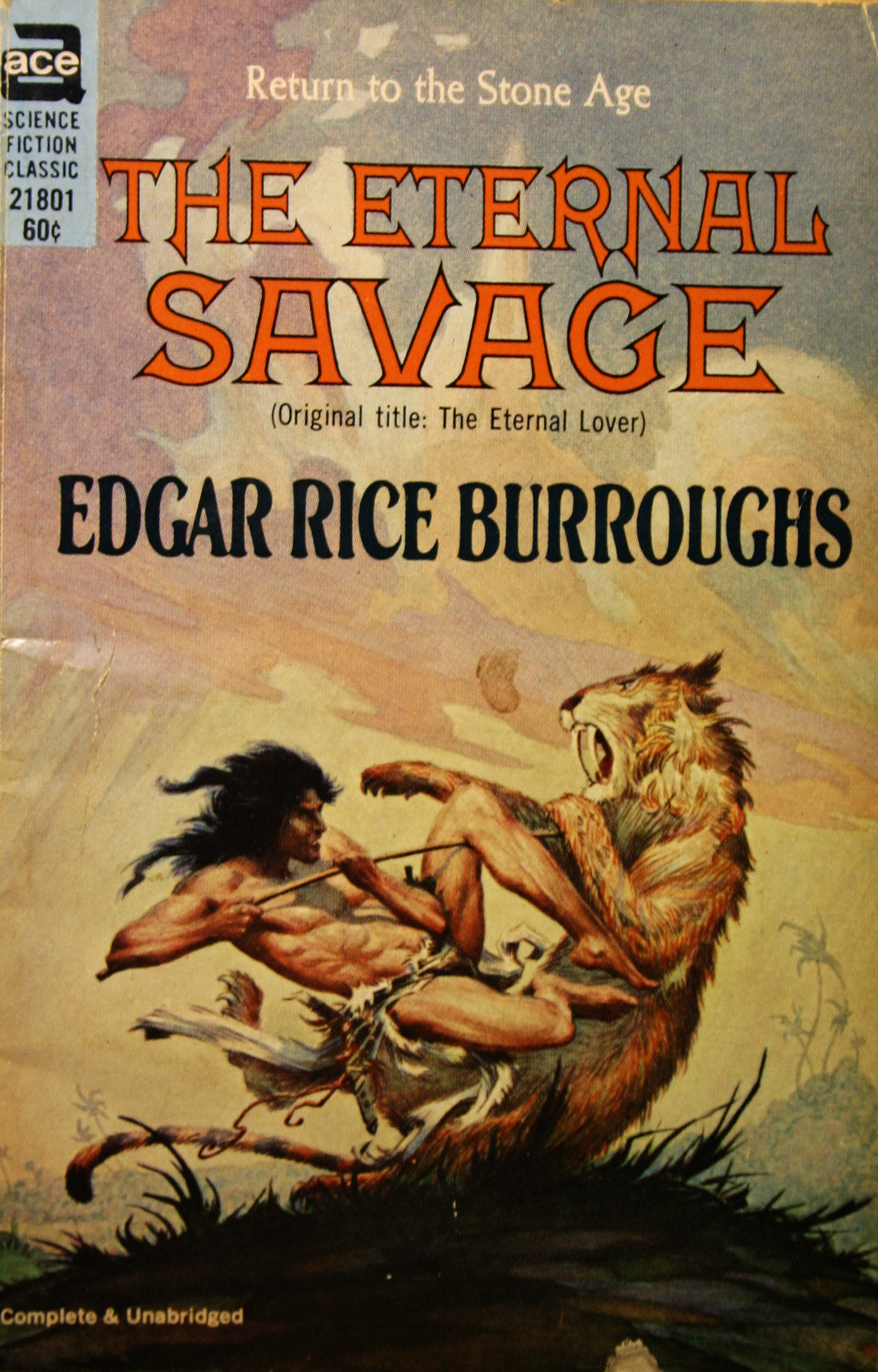
Ace Science Fiction Classic 21801 : The Eternal Savage d'Edgar Rice Burroughs (1963).

Jusqu'à la fin des années 1980, il existe deux types de numéros de collection chez Ace : ceux qui commencent par une lettre, comme « D-31 » ou « H-77 », et ceux qui ne contiennent que des chiffres, comme « 10293 » ou « 15697 ». Les lettres correspondent au prix du livre :
- la série D (1952-1962) coûte 35 cents ;
- la série S (1952-1956) coûte 25 cents ;
- la série G (1958-1960 puis 1964-1968) coûte 50 cents ;
- la série F (1961-1967) coûte 40 cents ;
- la série M (1964-1967) coûte 45 cents ;
- la série K (1959-1966) coûte un prix variable ;
- la série H (1966-1968) coûte 60 cents ;
- la série A (1963-1968) coûte 75 cents ;
- la série N (1968) coûte 95 cents.

Donald H. Tuck mentionne également une série T à 40 cents dans son Encyclopedia of Science Fiction and Fantasy, mais elle n'est attestée nulle part ailleurs et il ne donne aucun exemple de livre paru dans cette série qui n'a donc peut-être jamais existé.
Les premiers livres publiés par Ace Books sont numérotés de manière consécutive de D-01 à D-599, bien que certains appartiennent aux séries S et G. La série F est lancée vers la fin de cette période avec sa propre numérotation, comme le sont les séries lancées ultérieurement, qui commencent toutes avec un livre numéroté 001 ou 101. Les lettres D et S ne sont pas réutilisées après D-599, mais la lettre G a droit à sa propre série à partir de 1964, commençant avec G-501.